# Albert Bastardas Boada
Albert Bastardas Boada (Villafranca del Panadés, 1951) es un sociolingüista español. 
Catedrático de Sociolingüística y de Ecología y Política Lingüísticas en el Departamento de Lingüística General de la Universidad de Barcelona, estudió Filología Catalana en la UAB y la UB y se doctoró con una tesis sobre lengua e inmigración en Cataluña en la Université Laval (Quebec), con una beca de la Fundación Juan March.
En 1984 y 1985 obtuvo el premio 'Sant Ramon de Penyafort', en 1992 el premio a la investigación humanística de la Fundación Enciclopèdia Catalana, y en 2004 el premio 'Ideas Ensayo Breve' del Centro de Estudios de Temas Contemporáneos (CETC). 
Ha sido director del Centro Universitario de Sociolingüística y Comunicación (CUSC-UB) desde su fundación en 1998 hasta 2010. Es coordinador del Grupo de Complejidad, Comunicación y Sociolingüística (“Sociocomplejidad”), reconocido por la Generalidad de Cataluña. Ha sido investigador principal de varios proyectos de investigación de carácter público sobre aspectos sociolingüísticos del contacto de lenguas.
De 2011 a 2015 fue investigador ICREA-Academia. Es miembro de la Sociedad Catalana de Sociolingüística, del Consejo Social de la Lengua Catalana y del UBICS - Universidad de Barcelona Institute of Complex Systems.
Sus aportaciones teóricas se han centrado en desarrollar una perspectiva de la sociolingüística, de la política y la planificación lingüísticas, y de la lingüística general, basada en una ecología sociocognitiva, que ha evolucionado posteriormente hacia el paradigma conocido como de 'complejidad'. En este marco ha estudiado los estados multilingües y los procesos de minorización y normalización lingüísticos. Ha impulsado también el estudio comparativo de las comunidades lingüísticas medianas tecnoeconómicamente desarrolladas a fin de comprender su evolución en el marco del proceso general de globalización.
En el ámbito de la ecolingüística ha puesto en circulación términos como 'subsidiariedad lingüística' y 'sostenibilidad lingüística', orientados a renovar las bases de las políticas lingüísticas contemporáneas, caracterizadas por comunidades lingüísticas poliglotitzadas que deben conciliar el mantenimiento de sus códigos propios con las necesidades comunicativas de la globalización. Se propone así un plurilingüismo individual que haga compatible el máximo uso de las distintas lenguas humanas en el medio local junto con el necesario dominio de las lenguas internacionales más importantes para asegurar la comprensión mundial. Esta distribución de funciones no debe ser jerárquica sino equilibrada funcionalmente a fin de no producir representaciones negativas de las lenguas propias en los grupos con menos poder.